# Jean-François Canape
Pour les articles homonymes, voir Canape.
Jean-François Canape est un trompettiste et bugliste de jazz et de musique contemporaine français né le 1er décembre 1945 à Lagny-sur-Marne et mort le 17 octobre 2012 à Paris 14e.

## Biographie
Après une formation de musique classique, notamment avec Roger Delmotte, trompette solo de l’Opéra de Paris et professeur au conservatoire de Versailles, Jean-François Canape aborde le jazz fin 1971 en intégrant le Machi Oul Big Band des frères Manuel et Patricio Villarroel, qu'il rejoint amené par le tromboniste Joseph Traindl et le saxophoniste Jean Querlier. Il fera partie de l'orchestre jusqu'en 1977.
En 1972, il entre dans le Cohelmec Ensemble de Jean Cohen, Dominique Elbaz, Jean-Louis Méchali et François Méchali, au sein duquel il joue pendant plus de dix ans.
En 1981, il fait partie de l'octet de André Jaume.
En 1985, il anime avec Joseph Traindl un big band jazz de musiciens amateurs à la Manu Musicale, lieu de répétition et de concerts créé à Paris par Jef Sicard.
En 1987, il est partenaire de Dave Liebman le temps d'un hommage à John Coltrane. On l'entend aussi dans le quartet de Jef Sicard, avec Kent Carter et Peter Gritz.
En 1989-1990, il fait partie de l'Orchestre national de jazz, dirigé par Claude Barthélemy.
En 1989, il intègre l'ARFI, et notamment son grand orchestre La Marmite Infernale, puis dans les années 1990 des formations menées par Gérard Marais, Michel Godard, André Jaume, Sylvain Kassap, Pascal Bréchet, Claude Tchamitchian, Claude Barthélemy ou Didier Levallet. 
En 1991, il participe à Metz à la création d'une œuvre du compositeur Claude Lefebvre, L’Insoumise, pour 2 trompettes, piano et orchestre à cordes, aux côtés de Patrick Fabert et Jean-Efflam Bavouzet.
En 1995, il intègre le quartet créé par Sophia Domancich, avec Patrick Fabert et Paul Rogers.
De 1995 à 1998, il collabore avec Eutépé, l’Ensemble de trompettes de Paris (quintette de trompettes) pour des concerts mêlant musique classique et créations, notamment d'une œuvre commandée à Claude Barthélemy intitulée Une Canicule Nordique, pour trompette solo et cinq trompettes, créée en 1995.   
Il enseigne ensuite au département de jazz du conservatoire à rayonnement régional de Lille, puis au conservatoire à rayonnement communal de Bagnolet, aux côtés de Jean-Louis Méchali, Jean Querlier et Frédéric Sylvestre. 
Il est le compositeur de 5 titres déposés à la SACEM. Il a aussi composé une suite pour orchestre d'harmonie, Phonalse suite, créée en 1998 par l'Orchestre d'Harmonie de Collégien (Seine et Marne) . 
Le 17 octobre 2012, il meurt des suites d'un double pontage coronarien.

## Discographie[7]
- 1974 : Cohelmec Ensemble, 5 octobre 1974, Chevance[8] ;
- 1975 : Machi Oul Big Band, Quetzalcoatl, Palm ;
- 1982 : André Jaume, Musique pour 8 : l'Oc, HatHut Records[9] ;
- 1984 : British Summertime Ends - Jac Berrocal - Annick Nozati - Denis Levaillant - Alan Tomlinson - Joëlle Léandre, 6 Séquences pour Alfred Hitchcock, Nato[10] ;
- 1988 : SMAC (Jacques Siron - Jean-Paul Autin - Yves Cerf - Jacques Veillé), menSonges, Unit Records ;
- 1990 : Orchestre National de Jazz - Claude Barthélemy, Claire, Label Bleu ;
- 1990 : Sylvain Kassap, Senecio, Evidence[11] ;
- 1991 : Gérard Marais, Katchinàs, Thelonius[12] ;
- 1991 : Orchestre national de jazz - Claude Barthélemy, Jack-line, Label Bleu[13] ;
- 1992 : Didier Levallet Tentet, Générations, Evidence ;
- 1994 : Jean-François Canape Trio, K.O.N.P.S., Hopi[14] ;
- 1994 : Jean-Louis Méchali, Ciné club, Quoi de neuf Docteur[13] ;
- 1994 : Jean-Marie Maddeddu / Michel Godard, BOBO - J'accuse les grands, Unidisc[13] ;
- 1996 : Pascal Bréchet Quintet, Autour de Monk, Les Allumés du Jazz[15] ;
- 1997 : ARFI, Potemkine, Arfi ;
- 1998 : Claude Tchamitchian Grand Lousadzak, Bassma Suite, Émouvance ;
- 1998 : Gérard Marais, Sous le vent, Hopi[12] ;
- 1998 : Sylvain Kassap, Strophes, Evidence ;
- 1998 : Pip Pyle, 7 Year Itch, Voiceprint[13] ;
- 1999 : Three Windows + Two, A portrait of Jimmy Giuffre, CELP ;
- 2004 : Pascal Bréchet, Manuel Denizet, Jean-Luc Ponthieux, Standard, M10[16].

## Musicien de musiques de films[17]
- 1992 : Riens du tout, de Cédric Klapisch - Compositeur : Jeff Cohen
- 1999 : Ça commence aujourd'hui, de Bertrand Tavernier - Compositeur : Louis Sclavis